# Kita-dake
Kita-dake (北岳, kita-dake que vol dir Mont Kita) és una muntanya de 3.193 metres sobre el nivell del mar, la segona més alta al Japó després del Mont Fuji. Es coneix com la "líder dels Alps Japonesos", un massís de roques metamòrfiques i sedimentàries, i s'inclou en la llista de les 100 muntanyes més famoses del Japó. Es part de la serralada de les muntanyes Akaishi (o "Alps del Sud") a la Prefectura de Yamanashi.

## Geografia
El contrafort del Kita-dake (北岳バットレス, kitadakebattoresu), té un front de 600 metres de roca i es troba a l'est de la muntanya.
Les plantes alpines creixen abundantment especialment sobre el vessant sud-est al costat de la ruta a Nakashiranesan (中白峰山), i també propera als cursos d'aigua de Kusasuberi (草すべり) i Migimata (右俣) a Shiraneoike (白根御池), al costat nord de la muntanya.
Es va calcular inicialment que la muntanya mesurava 3.195 metres d'alt, però una nova mesura per l'Institut d'Investigació Geològica del Japó va resultar en un metre més de diferència amb la mesura anterior.